# Mayo Djinga
Mayo Djinga est un village de la commune de Mayo-Darlé situé dans la région de l'Adamaoua et le département du Mayo-Banyo au Cameroun, à proximité de la frontière avec le Nigeria.

## Population
En 1967, Mayo Djinga comptait 64 habitants, principalement Kondja. Lors du recensement de 2005, 491 personnes y ont été dénombrées.